# The 1st Singles Box
The 1st Singles Box je box set obsahující singly The Who. Byl vydán výlučně ve Spojeném království 25. května 2004. Skládá se z dvanácti kompaktních disků, přičemž každý obsahuje dvě skladby a představuje tak stranu A a stranu B původního singlu. Je považován za protějšek kompilačního alba Then and Now.

## Seznam skladeb
Autorem všech skladeb je Pete Townshend, pokud není uvedeno jinak.
Disk 1
1. "I Can't Explain" – 2:06
2. "Bald Headed Woman" (Shel Talmy) – 2:11

Disk 2
1. "My Generation" – 3:20
2. "Shout and Shimmy" (James Brown) – 3:17

Disk 3
1. "Substitute" – 3:51
2. "Circles" – 3:13

Disk 4
1. "I'm a Boy" – 2:38
2. "In the City" (John Entwistle / Keith Moon) – 2:24

Disk 5
1. "Happy Jack" – 2:11
2. "I've Been Away" (Entwistle) – 2:08

Disk 6
1. "Pictures of Lily" – 2:45
2. "Doctor, Doctor" (Entwistle) – 3:01

Disk 7
1. "I Can See for Miles" – 4:08
2. "Someone's Coming" (Entwistle) – 2:31

Disk 8
1. "Pinball Wizard" – 3:04
2. "Dogs Part II" (Moon / Towser / Jason) – 2:27

Disk 9
1. "Won't Get Fooled Again" – 3:41
2. "Don't Know Myself" – 4:57

Disk 10
1. "5:15" – 4:23
2. "Water" – 4:42

Disk 11
1. "Who Are You" – 5:08
2. "Had Enough" (Entwistle) – 4:31

Disk 12
1. "Real Good Looking Boy" (Townshend, Luigi Creatore, Hugo Peretti a George David Weiss) – 5:43
2. "Old Red Wine" – 3:44